# کارکردگرایی جدید (جامعه‌شناسی)
کارکردگرایی جدید (جامعه‌شناسی) (به انگلیسی: (Neofunctionalism (sociology) دیدگاهی است که  بر اساس آن، ادغام اجتماعی نتیجه یکپارچگی گذشته‌است. این اصطلاح همچنین ممکن است برای توصیف لغوی نظریه اجتماعی استفاده شود که «پست» سنتی کارکردگرایی ساختاری است. در حالی که نظریه پردازانی مانند جفری سی. الکساندر آشکارا این اصطلاح را تصاحب کرد، برخی دیگر، مانند فیلسوف پساساختارگرا میشل فوکو، توسط منتقدان خود به عنوان کارکردگرایان معاصر دسته‌بندی شده‌اند.
کارکردگرایی جدید به طور همزمان به
✓ فرد با جامعه
✓ثبات با دگرگونی
✓نظریه با پژوهش تجربی
✓ایستایی با پویایی
✓ماتریالیسم و ایده‍‌آلیسم
توجه و تاکید دارد.

## تاریخچه
کارکردگرایی در نظریه روابط بین‌الملل توسط دیوید میترانی توسعه داده شد. کارکردگرایی جدید روابط بین‌الملل توسط  ارنست بی. هاس در دهه ۱۹۶۰ برای توضیح رسمی کار ژان مونه (۱۸۸۸–۱۹۷۹) استفاده شد.

## تفکر پارسونی
در جامعه‌شناسی، کارکردگرایی جدید بیانگر احیای اندیشه تالکوت پارسونز توسط جفری سی الکساندر است که کارکردگرایی جدید را دارای پنج گرایش اصلی می‌داند:
- ایجاد شکلی از کارکردگرایی ساختاری که چند بعدی است و سطوح تجزیه و تحلیل خرد و کلان را شامل می‌شود.
- تاکید کارکردگرایی به چپ و رد خوش‌بینی پارسونز در مورد مدرنیته
- استدلال برای پیشبرد ضمنی دموکراتیک در تجزیه و تحلیل عملکردی
- جهت‌گیری تضاد، و
- برای تأکید بر عدم قطعیت و خلاقیت تعاملی.

در حالی که پارسونز به‌طور مداوم به کنشگران به عنوان مفاهیم تحلیلی نگاه می‌کرد، الکساندر کنش را حرکت افراد بتونی، زنده و تنفس کننده در زمان و مکان تعریف می‌کند. علاوه بر این، او استدلال می‌کند هر عملی دارای یک بعد از اراده آزاد است که توسط آن او کارکردگرایی را گسترش می‌دهد تا برخی از نگرانی‌های کنش متقابل نمادین را برطرف نماید.
نیل اسملسر قصد دارد مفهوم دوگانگی را به عنوان عنصری اساسی در درک رفتار فردی و نهادهای اجتماعی قلمداد کند. رویکرد او، بر اساس نظریه زیگموند فروید، فرایندهای درون روانی را در نظر می‌گیرد تا نقش‌ها را در نقطه شروع. او در موقعیت‌هایی که افراد به یکدیگر وابسته هستند، دوگانگی (در جهت‌گیری متقابل عاطفی نسبت به شی یا نماد یک شخص) را بیشتر کاربردی می‌داند. به نظر او عنصر مشترک وابستگی این است که آزادی خروج محدود می‌شود زیرا از نظر سیاسی، ایدئولوژیکی یا احساسی هزینه بر است؛ بنابراین وابستگی مستلزم گرفتار شدن است. اسملسر به دنبال دیدگاه‌های خود در مورد دوگانگی، استدلال می‌کند نظرسنجی‌ها باید به عنوان ساختارهای مخدوش از واقعیت تلقی شوند که ابهام و ابهام را به حداقل می‌رسانند و از آن مشروعیت می‌گیرند.

## اعتراض نیکلاس لومان
نیکلاس لومان نظریه پارسونز را مفاهیم خودارجاعی و پیچیدگی از دست می‌دهد. خودارجاعی شرط عملکرد کارآمد نظام‌ها است. این بدان معناست که یک نظام قادر است خود را مشاهده کند، می‌تواند خود را منعکس کند و می‌تواند در نتیجه این بازتاب تصمیم‌گیری کند. در نظریه لومان، وظیفه اصلی نظام‌های اجتماعی کاهش پیچیدگی است که انتخاب‌ها و امکانات بیشتری را به ارمغان می‌آورد. برای رسیدن به «بله» نه بیشتر لازم است. دین یا معادل‌های عملکردی در جامعه مدرن می‌توانند استانداردهای مشترکی از عمل را که برای ایمان پذیرفته شده‌است برای کنشگران فراهم کنند که به مجموعه‌های پیچیده‌ای از تعاملات در دنیایی ادامه می‌دهد که در غیر این صورت آشفته و غیرقابل درک خواهد بود.
علاوه بر این، لومان تمایز بین خطر، آسیب احتمالی که فرد را بر اساس تصمیم گرفته شده توسط فرد تهدید می‌کند و خطر، آسیب احتمالی قرار می‌دهد که فرد به‌طور غیرفعال در معرض آن است. تفاوت اساسی بین تصمیم گیرنده و افرادی که از تصمیم متأثر می‌شوند این است که آنچه برای یکی خطر است برای دیگری خطر است در حالی که افراد جوامع ابتدایی عمدتاً توسط خطرات تهدید می‌شدند، افراد جامعه مدرن در درجه اول با خطرات ناشی از وابستگی ما به تصمیم گیرندگان تهدید می‌شوند.